# 佩斯卡多
佩斯卡多是巴西米纳斯吉拉斯州的一个市镇。总面积317.615平方公里，总人口4056人，人口密度12.8人/平方公里。